# تجنيد سياسي
التجنيد السياسي، هو العملية التي يتم بموجبها اختيار، وإعداد الكوادر، وتأهيلها لشغل المناصب السياسية، أو تصعيدها إلى مناصب سياسية أعلى.

## تعريف المفهوم و تمييزه عن المفاهيم الأخرى
يقصد بالتجنيد عموماً عمليه اختيار أفراد لشغل أدوار من نسق اجتماعي ما، و يعرف التجنيد السياسي بأنه عملية إسناد الأدوار السياسية لأفراد جدد . و يتشابه مصطلح التجنيد بهذا المعنى مع دلالاته في المجالات الأمنية الاستخباراتية حيث يقصد بالتجنيد اختيار عناصر تتوافر فيها سمات و مؤهلات معينة لأداء أدوار محددة ، ثم تدريبها و صقلها لتطوير قدراتها على النهوض بهذه الأدوار ، و إسناد هذه الأدوار لها بشكل فعلي، إلا أن مفهوم التجنيد السياسي يستخدم عادة للإشارة إلى الأدوار السياسية النخبوية ، أي تتيح لأصحابها درجة أعلى من المشاركة في عمليات صنع و اتخاذ القرار سواء في نطاق مؤسسات معينة أو على مستوى الدولة بشكل عام . و لا يمنع ذلك من وجود اتجاهات تتوسع في تعريف مفهوم التجنيد ليعني العملية التي يتم بموجبها اختيار المواطنين للانخراط في السياسة بشكل عام ، و هو ما يعني إمكانية الحديث عن التجنيد السياسي لاختيار أعضاء الحزب في إحدى الوحدات المحلية مثلا .

## أدوات التجنيد السياسي و آلياته
يفترض أن تكون الأحزاب أحد الوسائل الأساسية للتجنيد السياسي، وهي تؤدي تلك الوظيفة ليس فقط بالنسبة إلى أعضائها بل وأيضا بالنسبة إلى العامة . فمن خلال المناقشات الحزبية ، والانتخابات داخل هياكل وأبنية الأحزاب، والتدريب على ممارسة التفاعل الداخلي ، وبين الأحزاب بعضها البعض ، والانغماس في اللجان والمؤتمرات الحزبية ، تتم المساهمة في توزيع الأدوار القيادية على الأعضاء ، ومن ثم تتم عملية التجنيد بشكل غير مباشر . كما أن الحزب الذي يصل إلى السلطة يقوم بتشكيل الحكومة وتعيين كوادره في المناصب والوظائف الإدارية، و من ثم يتم الانتقال من مستوى التجنيد السياسي للمناصب الحزبية(أي داخل الحزب) إلى مستوى التجنيد السياسي للمناصب العامة (أي في أجهزة الدولة أو نظام الحكم). 
و يمكن أن تؤدي النقابات و جماعات المصالح أدوارا مماثلة في عماية التجنيد السياسي ، رغم أن الأصل في هذه الجماعات أنها لا تسعى للوصول إلى السلطة (بخلاف الأحزاب) و إنما تكتفي بالسعي للتأثير فيها.
و يؤدي البرلمان كذلك دورا مهما في التجنيد السياسي ،حيث يمكن للعضو أن يتدرج في شغل عضوية اللجان المختلفة و رئاستها ، على نحو يزيد من تأهيله لشغل مناصب سياسية أخرى . و يمكن للوزارات و الأجهزة البيروقراطية أن تقوم بنفس الوظيفة ، حيث تصبح خبرة الفرد في مجاله أو قربه من أعضاء النخبة الوزارية مقدمة للانضمام إلى هذه النخبة .
و الواقع أن هذا التنوع في الأساليب و الأدوات ييرجع في جزء منه إلى تنوع الأدوار السياسية و النخب التي تحقق أدوات التجنيد السياسي الفرصة في الانضمام إليها . و بذلك بمكن الحديث عن قنوات للتجنيد السياسي للنخب الحزبية ، أو النخب البرلمانية ، أو الوزارية ، و هكذا ...فالتجنيد السياسي يشتمل على شغل المناصب الرسمية (كرئيس مجلس الوزراء أو الوزير أو المحافظ أو عضو برلمان أو حتى موظف إداري) وكذا المناصب الأقل رسمية (كالنقابي أو الحزبي أو الدعائي).بل إن البعض يستخدم مفهوم التجنيد السياسي للإشارة إلى العمليات التي يتم بموجبها استقطاب و تأهيل و تصعيد العناصر المختلفة في التنظيمات السياسية غير الرسمية و غير المشروعة قانونا ، كالتنظيمات السياسية المنخرطة في العمل السري و التي تلجأ غالبا إلى استخدام العنف في مواجهة خصومها .

## أهمية المفهوم و دلالاته
يعد مفهوم التجنيد السياسي أحد المفاهيم المهمة في الكشف عن درجة ديموقراطية النظام السياسي، و تحليل مدى انفتاح النخب السياسية و دورانها، حيث تختلف النظم السياسية في وسائل التجنيد السياسي للنخبة. فالنظم التقليدية والأوتوقراطية يعتمد التجنيد بها بشكل عام على معيار المحسوبية أو الوراثة ..الخ ، و ذلك بعكس النظم الديموقراطية التي يفترض أن تعلي من معيار الكفاءة على حساب أي معايير أخرى، مع إتاحة الفرصة للراغبين في شغل المناصب السياسية متى امتلكوا القدرة على ذلك. ويقصد بالقدرة في هذا السياق الكفاءة، والمهارات، والخبرات اللازمة للنجاح في هذه الوظيفة السياسية، أو الأهلية لاكتساب هذه الكفاءات والخبرات. أما في النظم التعددية المقيدة ، فإنها تسعى – دون أن تنجح في كثير من الأحيان- لأن تكون أداء تلك الوظيفة بها يماثل أدائها في النظم الأكثر رقيا وتقدما ، فيكون هناك ميكانزمات محددة للتجنيد .إلا أن ذلك لا يمتد عادة ليشمل المستويات القيادية العليا .
فالنظم غير الديموقراطية تتسم بانغلاق النخب السياسية ، و محدودية قنوات التجنيد السياسي ، و قدرة فرد واحد أو عدد محدود من الأفراد على التحكم في هذه القنوات أو تغيير قواعد التجنيد السياسي ، دون الخضوع لمساءلة أو رقابة شعبية . و على العكس من لك ، تشهد النظم الديموقراطية تنوعا في قنوات التجنيد السياسي ، ما بين الأحزاب السياسية ، و جماعات المصالح ، و البرلمانات و مؤسسات الحكم على مختلف المستويات .
و لا يقتصر التمييز على عدد قنوت التجنيد السياسي ، أو مدى تحررها من سيطرة أشخاص معينين ، و إنما يمتد أيضا إلى مدى انفتاح قنوات التجنيد السياسي على نحو يمنح فرصا متساوية أو متكافئة لمشاركة كافة المواطنين على أساس القدرات و الكفاءة دون تمييز بسبب اللون أو العرق أو المذهب و العقيدة أو الثروة أو الأصل أو حتى السن و النوع ...
و يمكن التمييز بين النظم الديموقراطية و الأقل ديموقراطية كذلك حسب مدى امتداد قنوات التجنيد السياسي لكافة المناصب السياسية. فقد تشهد بعض النظم انغلاقا و محدودية في قنوات التجنيد السياسي للمناصب العليا (و لا يقصد بذلك مستوى رئاسة الدولة فقط ، بل أيضا مناصب أخرى مثل عضوية الأمانة العامة للأحزاب مثلا )، بينما يسمح بالتنافس على شغل المناصب في المستويات الأدنى (رئاسة وحدة محلية للحزب ،...). ففي مثل هذه الحالات تبدو قنوات التجنيد السياسي غير ممتدة أو مبتورة ، بمعنى أنها ذات سقف محدود .